# Podolenii de Jos
Podolenii de Jos – wieś w Rumunii, w okręgu Jassy, w gminie Cozmești. W 2011 roku liczyła 330 mieszkańców.